# NGC 4202
NGC 4202 في الفهرس العام الجديد، هي مجرة، تقع في كوكبة العذراء. اكتشفت في 6 فبراير 1878 .

## روابط خارجية
- NGC 4202 على موقع ويكي سكاي: DSS2, SDSS, GALEX, IRAS, Hydrogen α, X-Ray, Astrophoto, Sky Map, Articles and images